# マルレーヌ・ラリュエル
マルレーヌ・ラリュエル（Marlène Laruelle、1972年12月21日- ） は、ユーラシアとヨーロッパを専門とするフランスの歴史家、社会学者、政治学者。
ジョージ ワシントン大学(GW) のヨーロッパ・ロシア・ユーラシア研究所 (IERES) の研究教授兼所長を務めている。また、PONARS (ユーラシアの研究と安全保障への新しいアプローチに関するプログラム) の共同ディレクター、GW の中央アジア・プログラムのディレクター、および GWのイリベラリズム研究プログラムのディレクターでもある。

## 経歴
1995年に歴史学、1996年に政治学、1997年にロシア語の修士号を取得した後、2002年にフランス国立東洋言語文化学院(INALCO) で歴史学の博士号を取得し、パリ政治学院で政治学分野のポスドクとして過ごした。その後、フランス国際関係研究所（IFRI）の上級研究員を務めており、ソ連後の政治、社会、文化の発展に焦点をあてた問題意識を持っており、なかでもイデオロギーとナショナリズムに関心を持っている。

## 著作

### 書籍
- Central Peripheries: Nationhood in Central Asia、Cornell UCL Press、2022年、ISBN 9781800080140 / ISBN 9781800080157

（中央周縁部: 中央アジアの国民性）
- Is Russia Fascist?: Unraveling Propaganda East and West、Cornell University Press、2021年、ISBN 9781501754135

邦訳：『ファシズムとロシア』 浜 由樹子 訳、東京堂出版、2022年、ISBN 9784490210644
- Russian Nationalism. Imaginaries, Doctrines and Political Battlefields、Routledge、2018年、ISBN 9780367584818 / ISBN 9781138386525

（ロシアナショナリズム 想像力、ドクトリン、政治的戦場）
オープン・アクセスで入手可能
- Understanding Russia. The Challenges of Transformation、 Rowman & Littlefield、 Jean Radvanyi 共著、2018年、ISBN 9781538114865 / ISBN 9781538114858

（ロシアを理解する 変革への挑戦）
- Russia's Arctic Strategies and the Future of the Far North、M.E.Sharpe、2014年、ISBN 9780765635013

（ロシアの北極圏戦略と極北の未来）
- Russian Eurasianism: An Ideology of Empire、Woodrow Wilson Press/Johns Hopkins University Press、hard cover 2008年/paperback 2012年、ISBN 9780801890734 / ISBN 9781421405766

（ロシアのユーラシア主義 帝国のイデオロギー）
- Globalizing Central Asia. Geopolitics And The Challenges Of Economic Development、M.E. Sharpe、Sebastien Peyrouse 共著、2012年、ISBN 9780765635051

（中央アジアのグローバル化 地政学と経済発展の課題）
- The ‘Chinese Question’ in Central Asia. Domestic Order, Social Changes, and the Chinese Factor、Columbia University Press and Hurst、Sebastien Peyrouse 共著、2012年、ISBN 9781849041799

（中央アジアにおける「中国問題」。国内秩序、社会変動、そして中国ファクター）
- In the Name of the Nation. Nationalism and Politics in contemporary Russia、Palgrave Macmillan、2009年、ISBN 9780230618602

（国家の名の下に 現代ロシアにおけるナショナリズムと政治）

### 編纂
- The Nazarbayev GenerationYouth in Kazakhstan、Lexington、2019年

（ナザルバエフ世代、カザフスタンの若者）
- Entangled Far Rights. A Russian-European Intellectual Romance in the 20th century、University of Pittsburgh Press、2018年

（絡み合った極右、 20世紀のロシアとヨーロッパの知的ロマンス）
- Tajikistan on the Move. Statebuilding and Societal Transformations Lexington、2018年

（流動するタジキスタン 国家建設と社会変革）
- Mass Media in the Post-Soviet World. Market Forces、 State Actors、 and Political Manipulation in the Informational Environment after Communism、Ibidem-Verlag、Peter Rollberg と共同編集、2018年

（ポスト・ソビエト世界のマスメディア 共産主義後の情報環境における市場勢力、国家アクター、および政治的操作）
- Being Muslim in Central Asia: Practices, Politics, and Identities、Brill、2018年

（中央アジアでイスラム教徒であること: 実践、政治、アイデンティティ）
- Constructing the Uzbek State. Narratives of the Post-Soviet Years、Lexington、2018年

（ウズベク国家の建設。ポストソビエト時代の物語）
- The Central Asia–Afghanistan Relationship. From Soviet Intervention to the Silk Road Initiatives 、Lexington、2017年

（中央アジアとアフガニスタンの関係。ソ連の介入からシルクロード・イニシアチブまで）
- Kazakhstan in the Making. Legitimacy, Symbols and Social Changes、Lexington、2016年

（カザフスタン・イン・ザ・メイキング 正当性、シンボル、および社会的変化）
- New Mobilities and Social Changes in Russia’s Arctic Regions、Routledge、2016年

（ロシアの北極地域における新しい移動手段と社会の変化）
- Kyrgyzstan beyond ‘Democracy Island’ and ‘Failing State’: Social and Political Changes in a Post-Soviet Society、Lexington、ヨハン・エンヴァルと共同編集、2015年

（「民主主義の島」と「失敗国家」を超えたキルギスタン: ポストソビエト社会における社会的および政治的変化）
- Eurasianism and the European Far-right: Reshaping the Europe-Russia Relationship、Lexington、2015 年

（ユーラシア主義とヨーロッパの極右: ヨーロッパとロシアの関係の再構築）
- Between Europe and Asia: The Origins, Theories, and Legacies of Russian Eurasianism、University of Pittsburgh Press、2015 年、Mark Bassin および Sergei Glebov との共同編集

（ヨーロッパとアジアの間: ロシアのユーラシア主義の起源、理論、および遺産）
- Mapping Central Asia: Indian Perceptions and Strategies、Asghate、2011年、Sebastien Peyrouse 共著

（中央アジアのマッピング：インドの認識と戦略）
- China and India in Central Asia. A new “Great Game”?、Palgrave Macmillan、2010年、Jean-François Huchet・ Sébastien Peyrouse・Bayram Balci 共編著

（中央アジアにおける中国とインド、新しい「グレートゲーム」？）
- Russian Nationalism and the National Reassertion of Russia、Routledge、ハードカバー 2009年/ペーパーバック 2010年

（ロシアのナショナリズムとロシアの国民的再主張）